# Chilonopsis turtoni
Chilonopsis turtoni је пуж из реда Stylommatophora и фамилије Subulinidae.

## Угроженост
Ова врста је изумрла, што значи да нису познати живи примерци.

## Распрострањење
Ареал врсте је био ограничен на Свету Јелену.